# Edarlyn Reyes
Edarlyn Reyes Ureña (sinh ngày 30 tháng 9 năm 1997) là một cầu thủ bóng đá chuyên nghiệp người Cộng hòa Dominica hiện tại đang thi đấu ở vị trí hậu vệ cánh trái hoặc tiền vệ cánh trái cho câu lạc bộ Al-Ittihad Tripoli tại Giải bóng đá Ngoại hạng Libya và Đội tuyển bóng đá quốc gia Cộng hòa Dominica.

## Sự nghiệp thi đấu

### Quốc tế
Reyes ra mắt quốc tế cho Cộng hòa Dominica trong chiến thắng 3–0 trước Quần đảo Cayman  thuộc khuôn khổ Vòng loại CONCACAF Nations League 2019–20 vào ngày 13 tháng 10 năm 2018.